# Keith Walker (acteur)
Pour les articles homonymes, voir Keith Walker.
Keith Walker est un acteur et scénariste américain né le 29 juin 1935 et décédé en décembre 1996 aux États-Unis.

## Filmographie

### comme acteur
- 1968 : Opération vol (It Takes a Thief) (série télévisée) : 1st Man
- 1970 : Nancy (série télévisée) : Began
- 1971 : Sur la piste du crime (The F.B.I.) (série télévisée) : Newscaster
- 1971 : L'Homme de fer (Ironside) (série télévisée) : Nadeliano
- 1973 : Time to Run
- 1973 : Mannix (série télévisée) : Barney
- 1973 : The Affair (en) (TV) : First Man
- 1974 : The Rookies (série télévisée) : Doctor
- 1974 : La Loi (The Law) (TV) : Dwight Healy
- 1974 : Tremblement de terre (Earthquake) : Radio Voice (voix)
- 1975 : The Missing Are Deadly (TV) : News announcer
- 1975 : Dossiers brûlants (Kolchak: The Night Stalker) (série télévisée) : 1st Reporter
- 1975 : The Blue Knight (série télévisée) : Wright
- 1976 : Les Têtes brûlées (Baa Baa Black Sheep) (série télévisée) : Naval Officer
- 1977 : Age of Innocence : Soldier
- 1978 : Till Death
- 1982 : Bret Maverick (série télévisée) : Holson
- 1984 : Future Schlock : Sergeant Tatts
- 1985 : Malice in Wonderland (TV) : Albert
- 1985 : Les Goonies (The Goonies) : Irving Walsh
- 1985 : Agence tous risques (The A-Team) (série télévisée) : Doctor Craig
- 1987 : Our House (série télévisée)

### comme scénariste
- 1973 : M*A*S*H : épisode 5 O'Clock Charlie
- 1975 : Emergency! : épisode To Buy or Not to Buy
- 1977 : The Hardy Boys/Nancy Drew Mysteries : épisode The Secret of the Whispering Walls
- 1984 : L'Homme qui tombe à pic (The Fall Guy) : épisode Dead Bounty
- 1993 : Sauvez Willy (Free Willy)